# Meaghan Benfeito
Meaghan Benfeito (Montreal, 2 de março de 1989) é uma saltadora do Canadá. Especialista em plataforma, medalhista olímpica.

## Carreira
Representou seu país nos Jogos Olímpicos de 2008 e 2012, na qual conquistou uma medalha de bronze, na plataforma sincronizada. Em Jogos Pan-Americanos, tem uma medalha de ouro, uma prata e três bronzes.

### Rio 2016
Benfeito representou seu país nos Jogos Olímpicos de Verão de 2016, na qual conquistou uma medalha de bronze na plataforma sincronizada com Roseline Filion.
No individual na plataforma foi a grande surpresa, sempre cotada no sincronizado, fez apresentações seguras e conquistou a medalha de bronze, atrás apenas das chinesas.